# 1557 w polityce

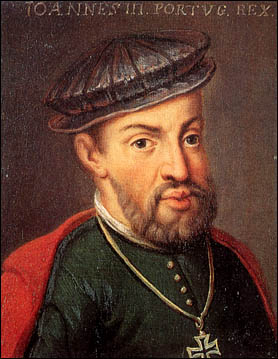
Jan III Aviz

Wydarzenia polityczne w 1557 roku.

## Zmarli
- 11 czerwca Jan III Aviz, król Portugalii[1].